# ماسوة
ماسوة هي قرية في مقاطعة نقدة، إيران. يقدر عدد سكانها بـ 609 نسمة بحسب إحصاء 2016.